# 海上・港湾・航空技術研究所
国立研究開発法人海上・港湾・航空技術研究所（かいじょうこうわんこうくうぎじゅつけんきゅうじょ、英: National Institute of Maritime, Port and Aviation Technology、略称：MPAT）は、国土交通省所管の国立研究開発法人たる独立行政法人である。通称「うみそら研」。

## 概要
所在地
〒181-0004
東京都三鷹市新川6-38-1
理事長
庄司るり

## 構成研究所
- 海上技術安全研究所
- 港湾空港技術研究所
- 電子航法研究所

## 沿革
- 1950年4月1日 - 運輸省港湾局技術研究課、船舶試験所、および鉄道技術研究所の一部を統合して運輸省運輸技術研究所が設置される。[2]
- 1962年4月1日 - 港湾技術研究所を分離。[3]
- 1963年4月1日 - 船舶技術研究所に改称。[4]
- 1967年7月10日 - 電子航法研究所を分離。[5]
- 1970年7月1日 - 交通安全公害研究所を分離。[6]
- 2001年1月6日 - 国土交通省に移管。[7]
- 2001年4月1日 - 独立行政法人化に伴い、船舶技術研究所を独立行政法人海上技術安全研究所に、港湾技術研究所を国土交通省国土技術政策総合研究所と独立行政法人港湾空港技術研究所に分割・改称。
- 2015年4月1日 - 3法人はいずれも国立研究開発法人となる。
- 2016年4月1日 - 3法人を統合して発足。